# Lei supranacional
Lei supranacional é uma forma de direito internacional, baseada na limitação dos direitos das nações soberanas sobre as outras. O contraste do direito internacional público envolve as Nações Unidas, a Convenção de Genebra ou o direito ultramarino, porque as nações expressamente se submetem o seu direito de tomar decisões sobre as condições de concorrência internacional a um conjunto de instituições comuns.